# Hodnik
Hodnik je unutarnji prostor u građevini, koji se koristi za povezivanje drugih prostorija. Hodnici su uglavnom dugi i uski. 
Hodnici moraju biti dovoljno široki kako bi se osiguralo da se zgrade mogu evakuirati tijekom požara i kako bi se omogućilo ljudima u invalidskim kolicima neometano kretanje. Hodnici su obično širi u građevinama s gušćim prometom, kao što su škole  i bolnice.
John Thorpe je 1597. godine postao prvim zabilježenim arhitektom koji je zamijenio tlocrt više povezanih soba s hodnikom koji vodi u velik broj soba sa svojim zasebnim vratima.

## Vanjske poveznice
- Definition of hallway